# П'ять наречених-близнят
П’ять наречених-близнят (яп. 五等分の花嫁,, П'ять однакових наречених) — японська серія манґи, написана та проілюстрована Неґі Харубою. Серіалізована у Kodansha's Weekly Shōnen Magazine з серпня 2017 року по лютий 2020 року. Серія розповідає про повсякденне життя старшокласника Футаро Уесуґі, якого найняли приватним репетитором для п'ятірнят: Ічіки, Ніно, Міку, Йоцуби та Іцукі Накано. На самому початку історії натякається, що Футаро вийде заміж за одну з п'ятірнят Накано, але особа нареченої невідома до самого кінця історії.
Серія видається англійською мовою у видавництві Kodansha USA під егідою Kodansha Comics. Аніме-серіал ліцензований в Північній Америці в рамках партнерства Crunchyroll-Funimation. Екранізація аніме-серіалу виробництва компанії Tezuka Productions виходила з січня по березень 2019 року на телеканалі TBS та інших каналах. Другий сезон виробництва Bibury Animation Studio виходив у ефірі з січня по березень 2021 року. Продовження другого сезону вийде у вигляді аніме-фільму, прокат якого заплановано на 20 травня 2022 рік в кінотеатрах Японії. Тривалість фільму становить 130 хвилин (2,2 години).
Серія має комерційний успіх, будучи п'ятою за популярністю манґою в 2019 році та третьою за популярністю манґою за першу половину 2020 року в Японії. У 2019 році манґа виграла нагороду в категорії «шьонен» на 43-му щорічному конкурсі Kodansha Manga Awards.

## Опис
Учень середньої школи Футаро Уесуґі — академічно обдарований учень, який веде важке життя — його мати померла, у нього немає друзів, а на додаток до цього його батько поніс велику заборгованість.
Можливість з'являється, коли багата родина Накано переходить до його школи. Футаро негайно приймають на роботу високооплачуваним репетитором. Однак, на велике розчарування Футаро, він виявляє, що п'ятірнята є сестрами з різнобічними особистостями, та не мають ніякого інтересу до навчання і, водночас, — плачевні оцінки. Деякі з п'ятірнят виступають проти того, щоб Футаро, якого вони вважають незнайомцем, був у їхньому домі, але старанність Футаро поступово переконує цих дівчат прийняти його та підвищити свою успішність.
Протягом усієї серії Футаро розвиває особливі стосунки з кожниою з п'ятірнят. Через тонкі натяки вказується, що він врешті -решт одружується з однією з них, але справжня особа нареченої розкривається лише наприкінці.

## Виробництво
Ідея «групи п'ятірнят, що закохуються в одну особу» існувала ще до серіалізації попередньої роботи Харуби «Карма чистилища» (2014—2015), але на той час здавалася дуже примітивною. Відповідальний редактор відкинув цю ідею в той час. Через рік, після закінчення «Карма Чистилища», він обговорив зі своїм головним редактором, що робити далі. Серед небагатьох ідей, які були висунуті, знову з'явилася ідея «п'ятірнят», яка цього разу була схвалена редактором. Після невдач у двох-трьох комітетах серіалізації, нарешті, було вирішено спочатку опублікувати одноразову манґу. Односерійна манґа отримала позитивні відгуки і тому перейшла у етап серіалізації.
Харуба закінчив малювати останній розділ 10 лютого 2020 року.

### Персонажі
Від самого початку було узгоджено, що головними героїнями повинні бути п'ятірнята. Пізніше піднімалися ідеї героїнь-чотярнят та шістірнят, але ці ідеї були відразу відкинуті. Харуба сказав, що символізм п'ятірнят є алюзією на твір Super Sentai . Подібно до Super Sentai, сестри представлені кольорами: Ічіка (жовтий), Ніно (фіолетовий), Міку (синій), Йоцуба (зелений) та Іцукі (червоний). Дизайн п'ятірнят базувався на його образів його улюблених існуючих жіночих персонажів з «деяких зрізів його життя, наповнених лише дівчатами», від 15 до 20 із них. Ідея додати цифри до їх імен з'явилася після того, як дизайн був майже підтверджений.
Колір волосся п'ятірнят Накано відрізняється при фарбуванні, що запропонував сам Харуба, таким чином, щоб вони більш відрізняються одна від одної. Таким чином, колір волосся нареченої — це середній з усіх кольорів їхнього волосся.

### Сюжет
Натяком на те, що Футаро врешті-решт одружиться лише з однією з п'ятірнят Накано, було усунено спекуляції на те, що він одружиться на всіх п'ятьох (що було б непродуманим кінцем). Також було вирішено, що всі п'ятірнята матимуть негативне ставлення до Футаро з самого початку, оскільки Харуба хотів описати, як їхні стосунки покращилися від ненависті до любові в оповіданні, за винятком Йоцуби, яка повинна мати роль «провідниці» Футаро на час розвитку подій історії.
Хоча для манґи романтичної комедії в з гаремом є звичним мати сексуалізовані зображування персонажів, Харуба певною мірою намагався цього уникнути видаючи свій твір. На його думку, покази ношення трусиків, тобто панчіри, робить персонажів менш загадковими, а відтак — менш цікавими для читачів. Щоб герої були цікавими, сексуальні сцени мали бути двозначними, але не прямолінійними, збуджуючи уяву читачів. Зовнішній вигляд купальника сестер Накано був нарешті показаний у епізоді 92, оскільки Харуба вирішив, що до завершення оповідання повинен бути показаний епізод з демонстрацією купальників.

## Медіа

### Манґа
Манґа П’ять наречених-близнят написана і проілюстрована Неджі Харубою. Перед серіалізацією, односерійна манґа однойменна манґа була опублікована в 2017 році у восьмому випуску Kodansha «Weekly Magazine Shōnen» 9 серпня 2017 року, і отримала позитивні відгуки. 4 грудня 2019 року Haruba оголосив, що серія закінчиться на 14-му томі танкобон. Серія була завершена 19 лютого 2020 року.
Серія була опублікована англійською мовою у видавництві Kodansha USA з їхнім цифровим відбитком Kodansha Comics з 28 червня 2018 року, а ряд випусків фізичних копій розпочався з 1 січня 2019 року. До серпня 2020 року та липня 2021 року відповідно всі чотирнадцять томів були опубліковані в цифровому та фізичному вигляді.
«Кольорова» версія серії манґи почала свою серіалізацію на онлайн-платформі манґа Коданші MagaPoke (кишеньковий журнал) 26 лютого 2020 року.

### Реклама
У жовтні 2017 року вийшов телевізійний рекламний ролик для манґи, де Аяне Сакура озвучила всіх п'яти дівчат.

### Аніме
Екранізація аніме телесеріалу була оголошена у спільному 36-му та 37-му номерах журналу Weekly Shōnen 8 серпня 2018 р. Режисером серіалу є Сатоші Кувабара, а сценаристом — Кейчіро Очі, анімація від Tezuka Productions, дизайн персонажів Мічіносуке Накамури та Гагакуги та музика Нацумі Табучі, Ханае Накамури та Мікі Сакурая. Серіал виходив з 10 січня по 28 березня 2019 року на каналах TBS, SUN та BS-TBS. Серіал мав у собі 12 серій. Crunchyroll транслював серіал з Funimation, забезпечуючи англійське дублювання під час трансляції.
Другий сезон був оголошений під час спеціальної події для першого сезону 5 травня 2019 року Каорі змінює Сатоші Кувабару на посаді режисера наступного сезону, а Кейчіро Очі повертається, щоб писати сценарії. Наступний сезон створюється студією Bilbury Animation. Спочатку його прем'єра була запланована на жовтень 2020 року але через проблеми, спричинені пандемією COVID-19, аніме транслювалося з 8 січня по 26 березня 2021 року.
Після закінчення enthe другого сезону було оголошено продовження. 18 квітня 2021 року цей сиквел, був задуманий як фільм, який вийде у прокат 20 травня 2022 року в кінотеатрах Японії.
У першому сезоні Кана Ханазава, Аяна Такетацу, Міку Ітто, Аяне Сакура та Інорі Мінасе виконали першу пісню "Quintuplet Feelings" (яп. 五等分の気持ち, Gotōbun no Kimochi) якості гурту " The Nakano Family's Quintuplets (яп. 中野家の五つ子, Nakano-ke no Itsutsugo), а Айя Учіда виконала кінцеву тематичну пісню «Sign».
У другому сезоні п'ятірнята родини Накано виконали першу пісню «Gotōbun no Katachi» та фінальну пісню «Hatsukoi». Children's Playground Entertainment ліцензував серіал у Південно-Східній Азії та передав права на його показ платформі Bilibili.

### Відеоігри
Персонажі з серіалу з'явилися під час івенту та колаборації у виготовленні мобільних ігор Venus 11 Vivid !! з 25 по 31 травня 2019 р.
Перша мобільна відеоігра, заснована на подіях серії The Quintessential Quintuplets: The Quintuplets Can’t Divide the Puzzle Into Five Equal Parts (яп. 五等分の花嫁 五つ子ちゃんはパズルを五等分できない。, Gotoubun no Hanayome: Itsutsu-ko-chan wa Puzzle wo Gotoubun Dekinai.) була випущена у 2020 році.
Візуальна новела під назвою The Quintessential Quintuplets ∬: Summer Memories Also Come in Five (яп. 五等分の花嫁∬～夏の思い出も五等分～, Gotoubun no Hanayome ∬: Natsu no Omoide mo Gotoubun) була розроблена стадією Mages для PlayStation 4 та консолі Nintendo Switch . Вона містить оригінальну історію, яка відбуваються на безлюдному острові. Гра була випущена 25 березня 2021 року в Японії.

### Виставки
Починаючи з 2019 року, у Японії було проведено кілька виставок, зокрема в Токіо, Осаці, Ніїгаті та Нагоі. Крім того, у липні 2020 року в Тайбеї, Тайвані, була проведена закордонна виставка.

## Сприйняття критиками

### Продажі
Станом на січень 2019 року об'єм манґи налічує 2 мільйони томів До лютого 2019 року в серії манґи було надруковано понад 3 мільйони томів Станом на квітень 2021 року в накладі було 15 мільйонів примірників.
У Японії Quintessential Quintuplets стала 5-ю за обсагами продажу манґою в 2019 році і 3-ю — у першій половині 2020 року, після Kimetsu no Yaiba таа One Piece.

### Критичні відгуки
Quintessential Quintuplets отримав позитивні відгуки, особливо за аспект романтичної комедії та елементи гарему. Пол Дженсен з Anime News Network визначив серію як «приємну» і оцінив серію на 4 з 5, і прокоментував: «Жарти смішні, персонажі варіюються від терпимих до тих, які викликають симпатію, немає засилля фансервісу, і жахливого або огидного сюжету, який би зіпсував всю забаву. У цьому творі немає нічого „революційного“, але він передає багато критичних посилів, не демонструючи серйозних недоліків, і цього достатньо, щоб вважати цю прем'єру виключно гарною (або „вилючно“ веселою)». Патрік Фрай з Monsters And Critics зауважив, що «було мало або взагалі жодних „заманювань за допомогою еччі“ або низькоякісного фан-сервісу, і героїні виходять за межі базових стереотипів і стають виразними персонажами, які створюють веселу динаміку з головним героєм Футаро Уесуґі. Глядачі втомилися спостерігати, як кожен щасливчик спотикається, пробиваючись до гаремного щастя, долаючи перешкоди неправдоподібних сценаріїв. Натомість незворушне ставлення Футаро до дівчат витягує цю манґу на прийнятний рівень». Кайл Рогасьон з Goomba Stomp високо оцінив сюжет аніме, але розкритикував його арт-стиль та надмірні фансервісні вкраплення. Поточний рейтинг серіалу 4,6 з 5 зірок на Crunchyroll станом на листопад 2020 року.

### Нагороди та номінації
Серіал був номінований на премію Next Manga Award 2018, організовану Niconico. Він набрав 16 106 голосів, що в підсумку зайняло 8-ме місце. У травні 2019 року отримав нагороду за найкращу манґу жанру Shōnen на 43-й щорічній премії Kodansha Manga Awards разом із To Your Eternity. На церемонії нагородження 43-ї щорічної премії Kodansha Manga Awards, один із суддів, Кен Акамацу високо оцінив «Quintessential Quintuplets» як «остаточно повну версію бішьоджьо романтичної комедії гарем» з «дуже високою якістю ілюстрації».
| Рік  | Нагорода                                                               | Категорія    | Одержувач(и)               | Результат  |
| ---- | ---------------------------------------------------------------------- | ------------ | -------------------------- | ---------- |
| 2018 | Next Manga Award (яп. 次にくるマンガ大賞, Tsugi ni Kuru Manga Taishou) | Манґа        | Quintessential Quinteplets | 8-ме місце |
| 2019 | Kodansha Manga Award                                                   | Сьонен Манґа | Quintessential Quinteplets | Перемога   |